# Malinconia

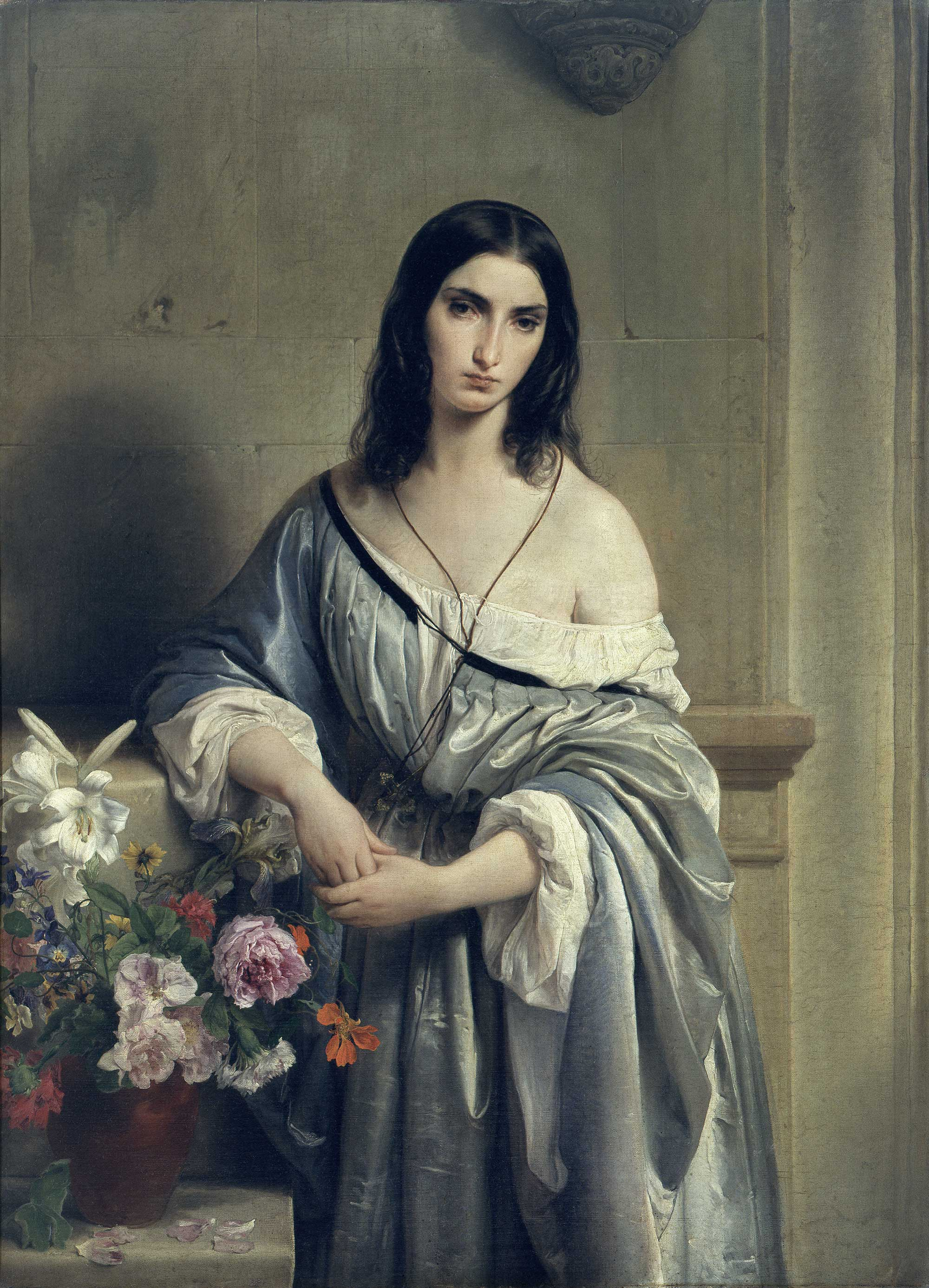
Francesco Hayez, Malinconia (dal 1840 al 1841); olio su tela, pinacoteca di Brera, Milano.

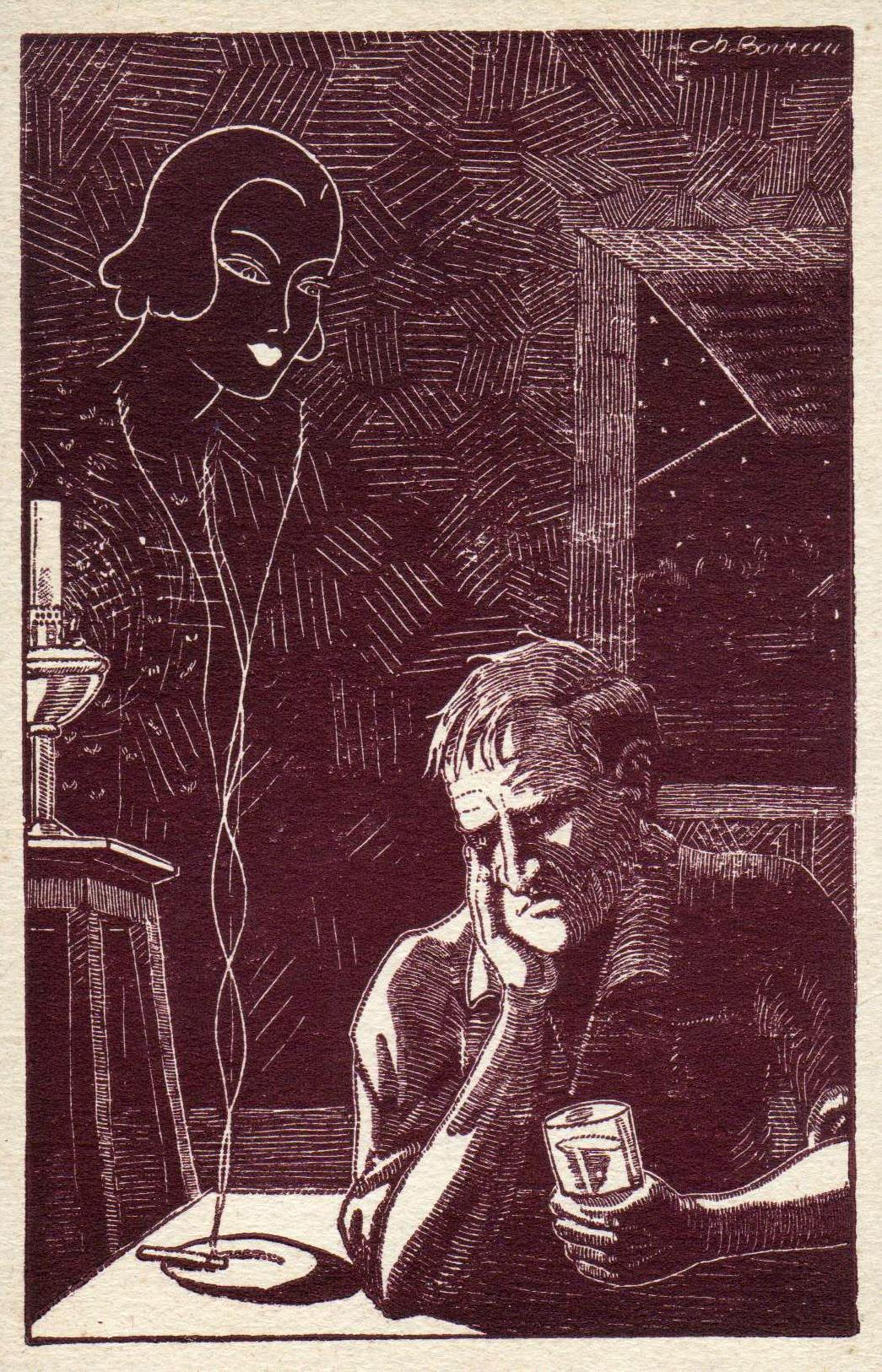
Ch. Boirau, Lo spleen (Malinconia) (1915); cartolina

La malinconia, o melanconia secondo la variante più letteraria (chiamata anche melancolia in maniera antiquata), è un sentimento vago e generico di tristezza, considerato caratteristico di alcuni temperamenti o determinato dalle circostanze, spesso tipico della visione romantica, intimo e a volte compiaciuto. In psicologia è ritenuta un'alterazione dell'umore riscontrabile nelle sindromi depressive, anche gravi, o con esse identificata.

## Origine del termine
La parola deriva dal latino melancholia, che a sua volta trae origine dal greco melancholía, composto di mélas, mélanos (nero), e cholé (bile), quindi «bile nera», uno dei quattro umori dalle cui combinazioni dipendono, secondo la medicina greca e romana, il carattere e gli stati d'animo delle persone.
Gli antichi Greci, da Ippocrate in poi, ritenevano infatti che i caratteri umani e, di conseguenza, i loro comportamenti, fossero frutto della varia combinazione dei quattro umori base, ovvero bile nera, bile gialla, flegma ed infine il sangue (umore rosso). Inoltre, gli antichi popoli indoeuropei abbinavano ai quattro umori i cicli del creato, come l'alternarsi delle stagioni.
Questi "umori", ovvero liquidi (dal greco ygrós, "umido, bagnato"), proprio in conseguenza delle credenze antiche, significano "stati d'animo" e da essi derivano etimologicamente il carattere "melanconico", quello "flegmatico" (flemmatico), quello "sanguigno" ed infine il "collerico".
Di per sé quindi ciascuno dei quattro umori non costituiva una malattia, ma un loro squilibrio poteva esserne la causa fino a degenerare nella morte.

Il carattere melancolico era abbinato al clima freddo e secco, l'autunno, ed il suo elemento era la terra.
È necessario notare che la medicina ippocratica è perdurata in Europa fino al XIX secolo, mentre la "moderna" teoria di Carl Gustav Jung sui caratteri e sui temperamenti è dei primi anni del XX secolo.

## Malinconia e sensibilità romantica
(Thomas Gray, Elegia scritta in un cimitero campestre, traduzione di Taddeo Wiel)
In passato l'umore malinconico era considerato un indice di sensibilità particolare, associato a volte al weltschmerz («insoddisfazione»), alla nostalgia del passato idealizzato e alla sehnsucht ("brama dolorosa") del movimento romantico, assieme al sanguigno. Derivata dalla sensazione di precarietà della letteratura barocca e dal rimpianto del neoclassicismo per l'età antica, il romantico tuttavia ne ricava anche una sorta di autocompiacimento personale, come nei versi del poeta preromantico Ippolito Pindemonte, dove la tendenza malinconica è vista come una forma di carattere elevato, una tristezza dolce, o in Vittorio Alfieri e nel suo "forte sentire" di impronta malinconica, collerica e titanica al tempo stesso.
(Ippolito Pindemonte, La melanconia, in Poesie campestri)

## Melanconia come mania

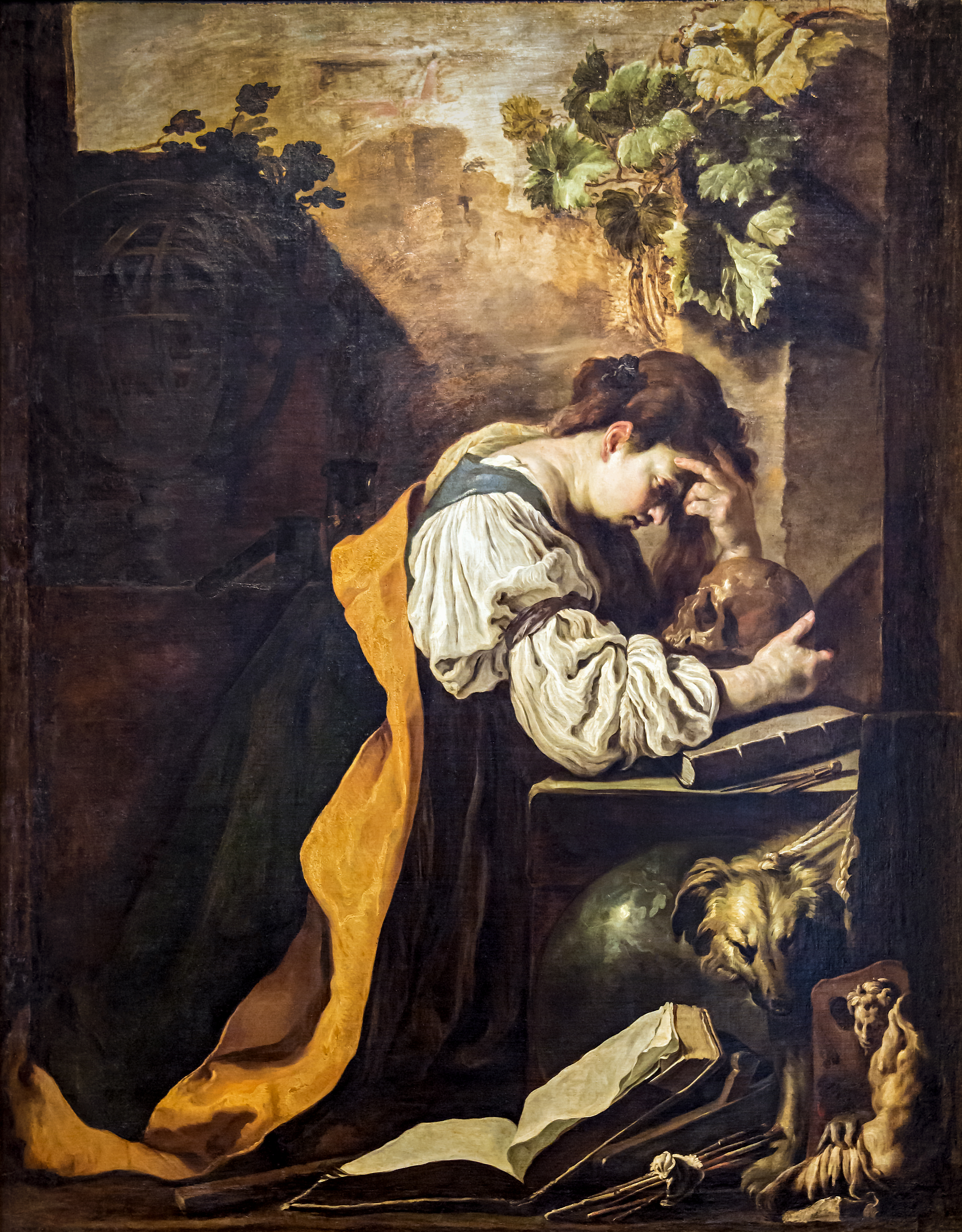
La Malinconia di Domenico Fetti, 1622 circa

Se oggi il termine "melanconia" porta con sé un'indelebile venatura di tristezza immobile e impotente, non era questo il significato per gli antichi Greci. Aristotele infatti, nei Problemi, inserisce fra i melanconici personaggi niente affatto quieti: Aiace Telamonio, suicida in un impeto di pazzia; Eracle, formidabile eroe, che dà in escandescenze massacrando i propri figli. Quel che balza subito agli occhi è che simili raptus di follia non assomigliano affatto a comportamenti che noi diremmo melanconici, ma piuttosto maniaci. 

Il legame tra mania bipolare e melanconia è stato in effetti riconosciuto, nella sua problematicità, anche da Freud, e soprattutto da Binswanger (nipote di Otto Binswanger, uno dei medici di Friedrich Nietzsche, noto per essere un uomo melanconico con accessi di mania). Si tratta inoltre di un nesso ben attestato fino a prima dell'Ottocento, come ben si evince da quella che fu la tesi di dottorato di Michel Foucault. La melanconia non sarebbe dunque la passione dello stallo e dell'impotenza, ma la situazione riflessiva che segue l'azione, l'umor nero che è condizione di possibilità per ogni sorta di agire, come ben mostra un recente lavoro di Mazzeo. Possiamo addirittura dire che un temperamento melanconico era necessario per poter compiere azioni degne d'esser ricordate. D'altra parte, l'esemplarità di un'azione risiedeva, per gli antichi Greci, nella capacità ch'essa mostrava d'esser ricordata, indipendentemente dal suo contenuto fattuale. Scrive infatti Aristotele in Problemi XXX, 953a (trad. di Marco Mazzeo):
«Perché gli uomini che si sono distinti [perittòi] nella filosofia, nella politica, nella poesia, nelle diverse arti sono tutti dei melanconici e alcuni fino al punto da ammalarsi delle malattie dovute alla bile nera?»

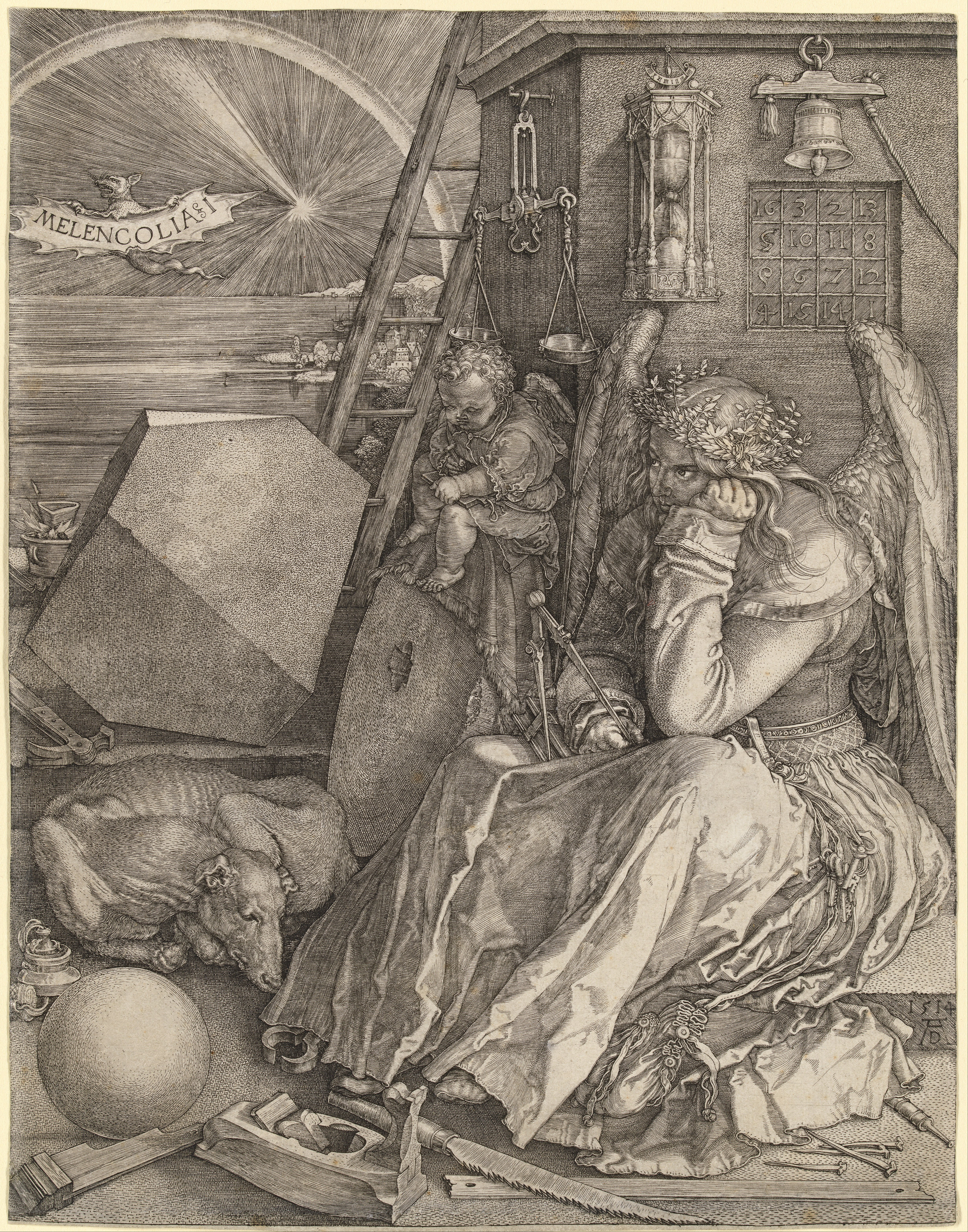
Albrecht Dürer, Melencolia I (1514).

## Caratteristiche
La malinconia è una sorta di tristezza di fondo, a volte inconsapevole, che porta un soggetto al vivere passivamente, senza prendere iniziative, adattandosi agli avvenimenti esterni con la convinzione che non lo riguardino o che in essi non possa avere un ruolo determinante.
Si potrebbe definire come il desiderio, in fondo all'anima, di una cosa, di una persona mai conosciuta o di un amore che non si è mai avuto, ma di cui si sente dolorosamente la mancanza o per raggiungere il quale non ci si sente all'altezza (come il sehnsucht romantico). La malinconia si manifesta in espressioni del viso e in atteggiamenti indolenti che caratterizzano spesso l'intera esistenza di un individuo. 
Il malincolico tende spesso, inoltre, ad escludersi dalla vita sociale, interrompendo i legami affettivi (come l'amicizia), per poi, quando lo stato malincolico è più celato, risanare i labili rapporti. Questo è, dunque, un continuo stato di transitorietà e di tumulto interno che porta il soggetto, tra l'altro, a negare il passare del tempo, volgendosi con languore verso un passato o un futuro idilliaco, fuori dal tempo, che tuttavia è reputato impossibile da stabilire nel presente.
In psicoanalisi la malinconia assume il significato di lutto, principalmente quando questo riguarda un oggetto investito narcisisticamente, cioè quando riguarda un investimento pulsionale su un oggetto che può essere ricondotto a caratteristiche o attributi propri della persona. Per cui nella perdita della melanconia è l'Io a sentirsi svuotato e non la realtà esterna, come avviene nel lutto. La parte dell'Io identificata con l'oggetto perduto va incontro a scissione e s'instaura una dinamica interna che genera collera per questa perdita che il Super-Io non accetta e si sfoga attaccando l'Io. Questo determina le autoaccuse tipiche della melanconia.